# Tonny Huurdeman
Teuntje (Tonny) Huurdeman (Hilversum, 9 juli 1922 – Zevenbergen, 16 oktober 1991) was een Nederlands actrice en stemactrice.
Huurdeman deed in de jaren vijftig en begin jaren zestig veel aan radiospelen. Ze werkte daarbij samen met Henk Elsink en Jenny Arean. Een voorbeeld is haar rol als Zwarte Hilde in het hoorspel Floriaan Geyer. Haar stem was ook te horen in de nasynchronisatie van kinderseries en tekenfilms, bijvoorbeeld in de Disneyfilms 101 Dalmatiërs (Cruella De Vil) en in Merlijn de Tovenaar (Madam Mikmak).
Ook was ze te zien in televisieseries, zoals Klatergoud (1971). In 1973 speelde ze de rol van Olga's moeder in de speelfilm Turks Fruit. Ook speelde ze in de klucht Daar gaat de bruid uit 1988 de oma van de bruid.
Daarnaast was ze actief als zangeres. In 1975 had ze een hitje met het luisterlied Jasper en Jasmijn. De opvolger Dingen om nooit te vergeten (1976) flopte echter.
In 1974 begon Huurdeman samen met Johnny Kraaykamp sr. een nieuw komisch duo, toen Rijk de Gooyer besloot zich meer op een filmcarrière te richten. Voor de NCRV maakte het tweetal zes afleveringen van de nieuwe tv-revue Johnny en Tonny. Uit reacties bleek deze formule geen succes. Het bleef daarom bij slechts drie afleveringen.